# José Reginaldo Vital
José Reginaldo Vital (* 29. Februar 1976 in Jacarezinho) ist ein ehemaliger brasilianischer Fußballspieler.

## Karriere
Vital begann seine Karriere 1996 beim Erstligisten Paraná Clube. Für Paraná bestritt er 61 Erstligaspiele und schoss dabei fünf Tore. Am Ende der Série A 1999 stieg der Verein in die zweite Liga ab. 2000 unterschrieb er einen Vertrag beim japanischen Erstligisten Gamba Osaka. 2000 erreichte er das Halbfinale des Kaiserpokal. 2002 kehrte er nach Brasilien zurück und unterschrieb einen Vertrag bei Athletico Paranaense. 2003 wechselte er zu AA Ponte Preta. Sommer 2003 wechselte er zum japanischen Zweitligisten Consadole Sapporo. 2004 wechselte er zu Coritiba FC. Am Ende der Série A 2005 stieg der Verein in die zweite Liga ab. 2006 wechselte er zu Joinville EC. Ende 2006 beendete er seine Karriere als Fußballspieler.